# Aonach Meadhoin
Der Aonach Meadhoin ist ein 1.001 m (3.284 ft) hoher, als Munro und Marilyn eingestufter Berg in Schottland. Sein gälischer Name kann in etwa mit Mittlerer Grat übersetzt werden. Der Berg liegt in der historischen Region Kintail in der Council Area Highland, etwa 30 Kilometer südöstlich von Kyle of Lochalsh und rund 40 Kilometer nördlich von Fort William. Er ist der zweithöchste Gipfel einer als Brothers of Kintail bekannten Berggruppe, die sich auf der Nordseite des Glen Shiel an die Bergkette der Five Sisters of Kintail anschließt.
Die Brothers of Kintail umfassen außer dem Aonach Meadhoin noch den 1.036 m (3.399 ft) hohen Sgùrr a’ Bhealaich Dheirg und den 956 m (3.136 ft) hohen Sàileag. Der Aonach Meadhoin ist der östlichste Munro der Brothers, mit den anderen Gipfeln ist er durch den Hauptgrat der kleinen Berggruppe verbunden. Im Westen schließt sich der Sgùrr a’ Bhealaich Dheirg an, von dem er durch einen Sattel auf etwa 830 m Höhe getrennt ist. Von diesem Sattel aus windet sich der schmale Gipfelgrat in Richtung Osten bis zum durch einen Cairn markierten Gipfel. Von dort wendet sich der Grat nach Nordosten zum 987 m (3.238 ft) hohen Sgùrr an Fhuarail, der aufgrund mangelnder Schartenhöhe dem Aonach Meadhoin als Munro-Top zugeordnet ist. Vom Sgùrr an Fhuarail führt ein Grat nach Südosten zu einem namenlosen, 854 m hohen Vorgipfel und fällt dann bis auf den Talgrund am Westende von Loch Cluanie ab. Ein weiterer Grat führt nach Nordnordost und senkt sich bis auf den etwa 590 m hohen Bealach a’ Chòinich ab, an den sich nördlich der 979 m (3.212 ft) hohe Ciste Dhubh und südöstlich der 798 m (2.618 ft) hohe, als Corbett eingestufte Am Bathach anschließen. Vom Hauptgipfel führt ein kurzer, steiler und felsiger Grat nach Süden, der zusammen mit dem Südostgrat des Sgùrr an Fhuarail das Coire na Cadha mit steilen, grasbestandenen Hängen umschließt. Die Südseite des Aonach Meadhoin fällt überwiegend steil ab, felsige Partien finden sich vor allem westlich des Hauptgipfels. Auf der Nordseite begrenzt der Aonach Meadhoin mit steilen und vor allem in den oberen Partien felsdurchsetzten Hängen das tief eingeschnittene Coire nan Eùn.

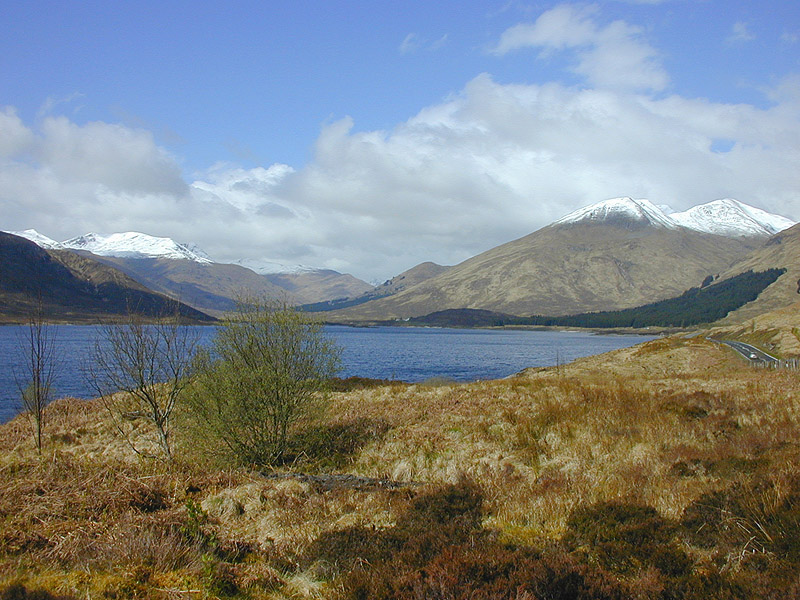
Loch Cluanie von Osten, rechts der Aonach Meadhoin
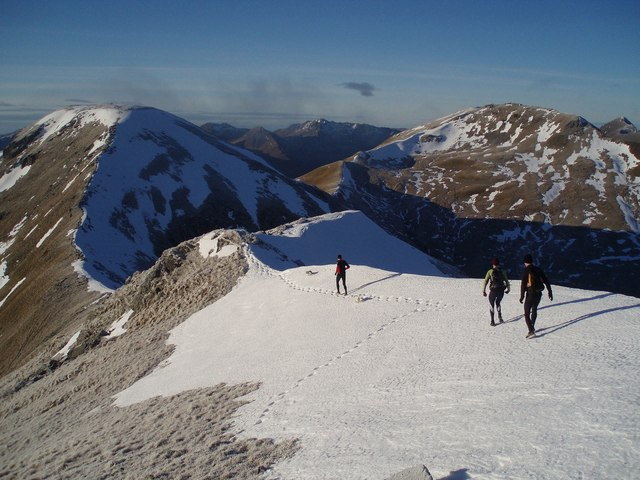
Blick vom Sgùrr an Fhuarail zum Gipfel, rechts der Sgùrr a’ Bhealaich Dheirg
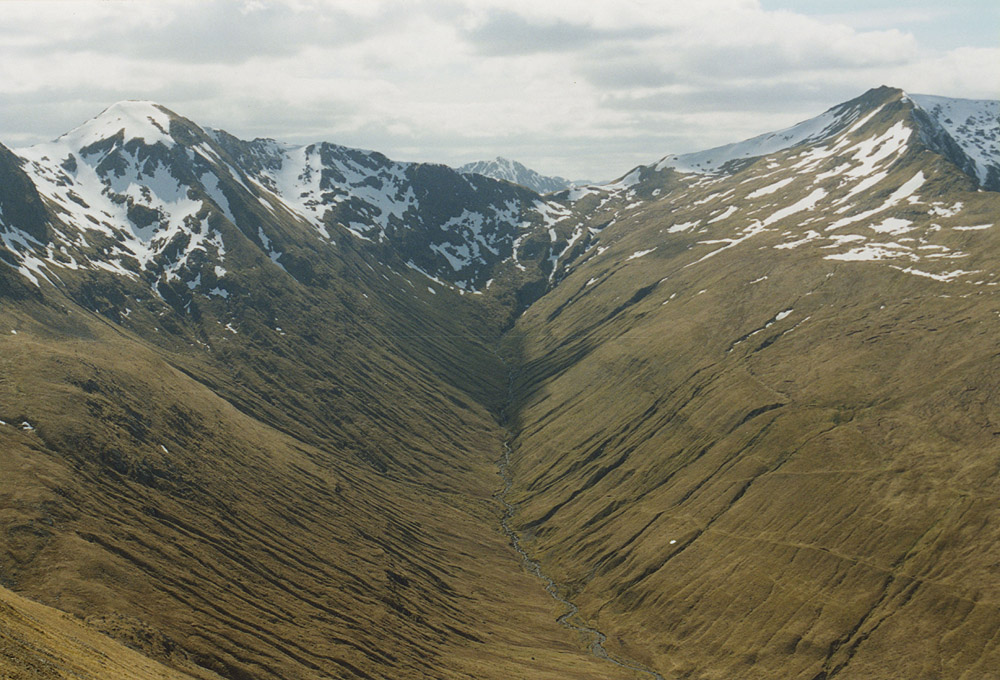
Blick vom Ciste Dubh in das Coire nan Eùn, links der Aonach Meadhoin, rechts der Sgùrr a’ Bhealaich Dheirg
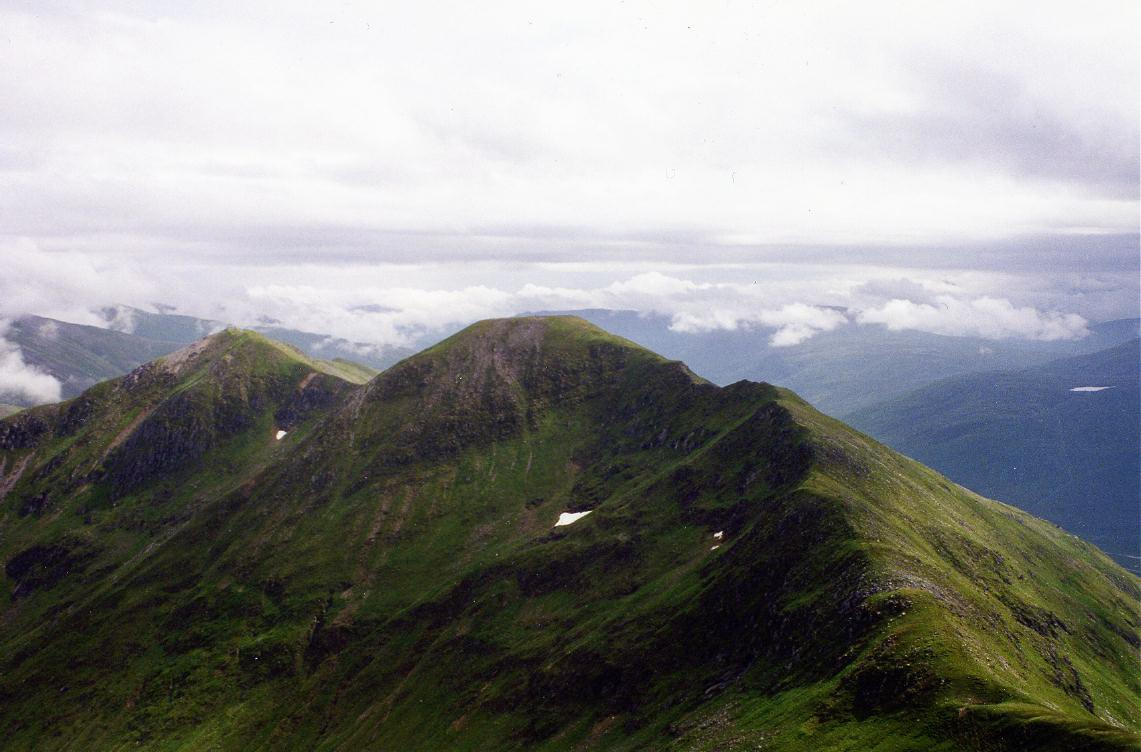
Der Aonach Meadhoin vom Gipfel des westlich benachbarten Sgùrr a’ Bhealaich Dheirg gesehen

Viele Munro-Bagger besteigen den Aonach Meadhoin im Rahmen einer Rundtour über die Brothers of Kintail. Ausgangspunkt ist meist der Cluanie Inn am Westende von Loch Cluanie an der A87. Von dort bestehen Aufstiegsmöglichkeiten über den Südostgrat und über den Sgùrr an Fhuarail zum Hauptgipfel oder alternativ direkt über den steilen Südgrat des Aonach Meadhoin. Nach Westen ist über einen Sattel der Übergang zum Sgùrr a’ Bhealaich Dheirg und den Sàileag als den beiden weiteren „Brüdern“ möglich.